# Wolfgang Donsbach

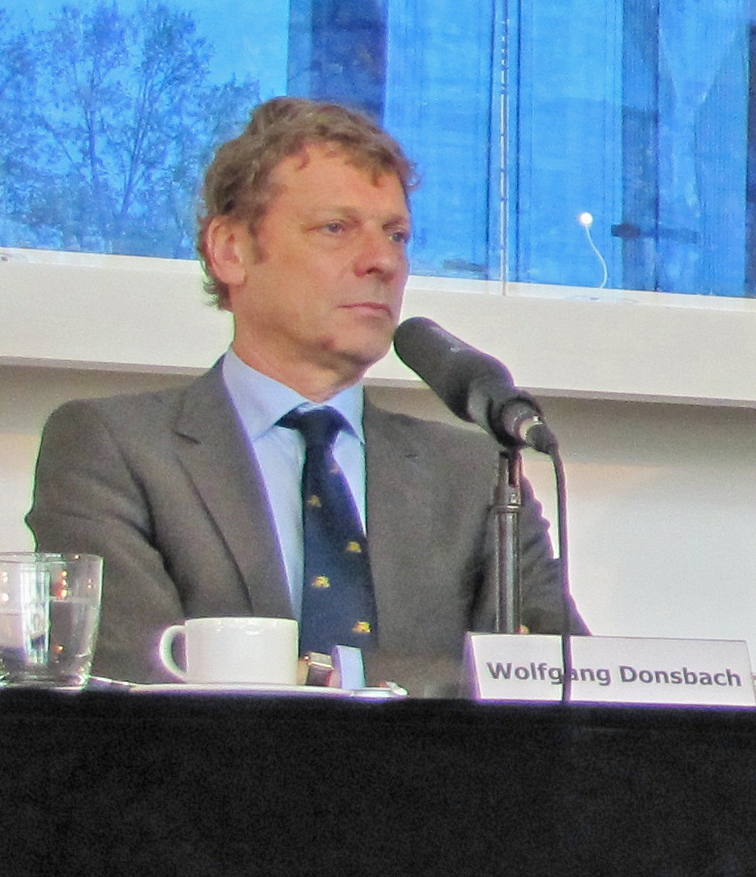
Wolfgang Donsbach (2013)

Wolfgang Donsbach (* 9. November 1949 in Bad Kreuznach; † 26. Juli 2015 in Dresden) war ein deutscher Kommunikationswissenschaftler.

## Leben
Donsbach studierte von 1969 bis 1975 Kommunikationswissenschaft, Politikwissenschaft, Ethnologie und Soziologie an der Johannes Gutenberg-Universität Mainz. Diese Studium schloss er 1975 als Magister Artium ab und arbeitete anschließend bis 1990 in verschiedenen Positionen am Institut für Publizistik der JGU Mainz. Während dieser Zeit promovierte Donsbach (1981) und habilitierte sich (1989). Zwischen 1991 und 1993 übernahm er für drei Semester die Vertretung einer Professur am Institut für Kommunikationssoziologie und -psychologie der Freien Universität Berlin. 1993 wurde Donsbach zum Gründungsprofessor des Instituts für Kommunikationswissenschaft an der Technischen Universität Dresden berufen. 1999 war er als Lombard Visiting Professor am Joan Shorenstein Center of the Press an der Harvard University.
In Dresden lehrte Donsbach über seine Emeritierung im März 2015 hinaus und war bis zu seinem Tod Vorstandsvorsitzender der Dresden International School, die er 1990 mitgegründet hatte.
Einer breiten Öffentlichkeit wurde Wolfgang Donsbach im Juli 2009 bekannt, als die Sächsische Zeitung seinen offenen Brief zum Thema Ausländerfeindlichkeit in Dresden veröffentlichte. In dem Text mit dem Titel „Dresden – Wache auf!“ übte er, die offizielle Trauerfeier der Stadt Dresden zu Ehren von Marwa El-Sherbini zum Anlass nehmend, an der Stadtverwaltung und den Bürgern Dresdens Kritik und forderte mehr Engagement gegen Fremdenfeindlichkeit und Rassismus. Dieser offene Brief wurde bundesweit wahrgenommen und führte zu Diskussionen innerhalb der Dresdner Bürgerschaft. Neben Zustimmung gab es auch Kritik an diesem Text. Ab 2010 bis zu seinem Tod war Wolfgang Donsbach mit zwei Sendereihen zu aktuellen lokalpolitischen Themen im Fernsehsender DRESDENEINS.TV journalistisch tätig.
Wolfgang Donsbach starb am 26. Juli 2015 im Alter von 65 Jahren in Dresden an einem Herzinfarkt und wurde auf dem Johannisfriedhof beigesetzt. Donsbach war verheiratet; der Ehe entstammt ein 2001 geborener Sohn.

## Lehr- und Forschungstätigkeit
Donsbachs Forschungsschwerpunkte waren Journalismus, öffentliche Meinung, politische Kommunikation und Rezeptionsforschung. Von 1995 bis 1996 war er Präsident der World Association for Public Opinion Research (WAPOR) und von 2004 bis 2005 Präsident der International Communication Association (ICA).
Für seine Forschungsverdienste wurde Donsbach unter anderem mit dem Helen Dinerman Award der WAPOR (2007) und dem David Swanson Award der ICA (2008) ausgezeichnet. 2010 wurde er zum Fellow der International Communication Association (ICA) ernannt. Donsbach war Herausgeber der zwölfbändigen International Encyclopedia of Communication, die auch online verfügbar ist (Verlag Wiley-Blackwell).

## Schriften (Auswahl)
Monographien
- Legitimationsprobleme des Journalismus. Gesellschaftliche Rolle der Massenmedien und berufliche Einstellungen von Journalisten. Alber, Freiburg i. Br./München 1982, ISBN 3-495-47512-5.
- Medienwirkung trotz Selektion. Einflussfaktoren auf die Zuwendung zu Zeitungsinhalten. Böhlau, Köln/Weimar/Wien 1991, ISBN 3-412-08491-3.
- Beziehungsspiele – Medien und Politik in der öffentlichen Diskussion. Fallstudien und Analysen. Bertelsmann, Gütersloh 1993, ISBN 3-89204-089-3.
- zusammen mit Dietmar Gattwinkel: Öl ins Feuer. Die publizistische Inszenierung des Skandals um die Rolle der Ölkonzerne in Nigeria., Dresden Univ. Press, Dresden 1998, ISBN 3-931828-76-X.
- zusammen mit Elisabeth Noelle-Neumann/Hans Mathias Kepplinger: Kampa. Meinungsklima und Medienwirkung im Bundestagswahlkampf 1998. Alber, Freiburg i. Br./München 1999, ISBN 3-495-47981-3.
- zusammen mit Elisabeth Noelle-Neumann/Hans Mathias Kepplinger: Wählerstimmungen in der Mediendemokratie. Analysen auf der Basis des Bundestagswahlkampfs 2002. Alber, Freiburg i. Br./München 2005, ISBN 3-495-48109-5.
- Entzauberung eines Berufs – Was die Deutschen vom Journalismus erwarten und wie sie enttäuscht werden. UVK, Konstanz 2009, ISBN 978-3-86764-192-0.
- zusammen mit Caroline Förster: Die Sachsen im wiedervereinigten Deutschland. Erfahrungen und Einstellungen auf der Grundlage von 20 Jahren demoskopischer Forschung. TUDpress, Dresden 2010, ISBN 978-3-941298-56-9.

Herausgeberschaften
- Public Relations in Theorie und Praxis. Grundlagen und Arbeitsweise der Öffentlichkeitsarbeit in verschiedenen Funktionen. Fischer, München 1997, ISBN 3-88927-201-0.
- zusammen mit Olaf Jandura: Chance und Gefahren der Mediendemokratie. UVK, Konstanz 2003, ISBN 3-89669-414-6.
- The International Encyclopedia of Communication. 12 Bände. Wiley, New York 2008, ISBN 978-1-4051-3199-5.
- (mit Michael W. Traugott) The Sage Handbook of Public Opinion Research. Sage, Los Angeles u. a., 2008, ISBN 1-4129-1177-X.